# Mikhaïl Baríxnikov
Mikhaïl Nikolàievitx Baríxnikov (en rus: Михаил Николаевич Барышников) (Riga, 27 de gener del 1948) és un ballarí, coreògraf i actor estatunidenc d'origen rus. Sovint hom el reconeix com un dels millors ballarins de ballet. El crític Clive Barnes una vegada digué d'ell «és el ballarí més perfecte que mai hagi vist».

## Biografia

### Començaments
Baríxnikov va néixer a Riga, a la República Socialista Soviètica de Letònia (la llavors Unió Soviètica), de pares russos. El pare era enginyer i la mare cosidora. Quan tenia dotze anys la seva mare se suïcidà, i Mikhaïl quedà al càrrec del seu pare i la seva àvia. L'artista recorda la seva infantesa com relativament feliç, acudint a les escoles públiques locals i essent un nen actiu en natació i futbol. Pensava llavors que el ballet era molt difícil d'entendre, no li parà gaire atenció. La seva mare, tanmateix, era una gran aficionada. Amb onze anys presentà la seva sol·licitud per ingressar a l'escola de ballet del teatre de l'òpera de Riga, on fou acceptat un any després, el 1960, i on va continuar els seus estudis acadèmics. Durant aquest temps, Baríxnikov va aprendre francès i aspirava a ser concertista de piano. Amb el temps, s'enamorà més del ballet que del piano i com a resultat del seu propi interès i èxit en festivals escolars, decidí de seguir la carrera de ballarí.

### Carrera a la Unió Soviètica
El 1963, durant una visita a Leningrad, sol·licità l'entrada a la famosa acadèmia de ballet Vaganova. Fou immediatament admès i s'uní a la classe d'Aleksandr Puixkin, qui anteriorment havia ensenyat a Rudolf Nuréiev. Baríxnikov comentà posteriorment que Puixkin fou com un pare per a ell. En completar els seus estudis el 1966, s'uní al Ballet Imperial a Leningrad. Tot i la tradició, no començà com a aprenent, sinó que feu el seu debut professional com a solista, a Giselle. Aquell mateix any guanyà la medalla d'or a la competició internacional de ballet de Varna, Bulgària. A la tornada de Leningrad, continuà amb el mateix èxit. Després de només dos anys com a professional, van oferir-li el seu primer paper principal a Gorianka, d'Oleg Vinograd, paper coreogràfic específicament per a Baríxnikov. Aquell any va rebre la medalla d'or en la primera competició de ballet de Moscou, a més del premi Nijinski. Es convertí en el ballarí més jove en rebre el Premi de l'Estat al Mèrit de l'URSS. Durant la seva estada a Rússia, fou parella d'Irina Kolpakova, que molts consideraven la més gran ballarina clàssica de l'època, en ballets com La Bella Dorment, El Trencanous, Giselle, Coppélia, Les flames de París i Don Quixot i coreografià Vestris (1969), en què representà Auguste Vestris, i Creació del món (1971), una òpera d'Andrey Pavlovitx Petrov, nova satírica i religiosa en què Baríxnikov feu d'Adam, i Kolpakova d'Eva. Això no obstant, el seu desig de treballar amb més coreògrafs occidentals, juntament amb les seves preocupacions sobre allò que ell considerava la caiguda del Ballet Imperial, el portà a una creixent angoixa.

### Deserció i carrera a Amèrica del Nord
Després de conèixer el coreògraf francès Roland Petit a Leningrad, el francès el convidà a participar en una gira pel Canadà. El 1974, durant la gira, el ballarí va demanar asil diplomàtic a Toronto. La seva primera actuació després de sortir de l'aïllament temporal al Canadà fou al Ballet Nacional del Canadà, en una versió televisada de La Sílfide. Més endavant es traslladà als Estats Units.
De 1974 a 1979 fou ballarí principal a l'American Ballet Theatre, on va ser parella de Gelsey Kirkland. També va treballar amb el Ballet de Nova York de George Balanchine i feu gires amb companyies de ballet i dansa moderna arreu del món durant 15 mesos. Van crear diversos papers per a ell, com Opus (1971) i The Dreamer (1979), de Balanchine i Jerome Robbins, Rhapsody (1980), de Balanchine i Frederick Ashton, i Other Dances (amb Natàlia Makàrova) de Jerome Robbins. Tornà a l'American Ballet Theatre el 1980 com a ballarí i director artístic, càrrec que mantingué durant deu anys. El 3 de juliol del 1986 es convertí en ciutadà dels Estats Units.
La dècada dels noranta aportà grans canvis per al ballarí, que no només va continuar la seva activitat en produccions cinematogràfiques (Company Business, amb Gene Hackman, 1991), sinó que llançà les seves pròpies línies de perfum Baríxnikov i de roba per a dansa.
El canvi més important de la seva vida professional es registrà després de la decisió d'abandonar el ballet, que el canvià per la dansa moderna en fundar el White Oak Dance Project, una companyia de gires que va fundar amb Mark Morris i en fou director artístic des del 1990 fins al 2002.
El 2004 obrí el seu Centre de les Arts a Nova York.
Recentment ha rebut dos doctorats honoris causa: el 28 de setembre del 2007 del Conservatori Shenandoah de la Universitat de Shenandoah, i l'11 de maig del 2006 de la Universitat de Nova York.

## Cinema i televisió
Durant la seva carrera com a actor Baríxnikov fou reconegut en particular pel seu primer paper a la pel·lícula The Turning Point (1977) gràcies a la qual va rebre una nominació als Oscars. A més a més, va participar com a actor principal en la pel·lícula Nits blanques (1985), coreografiada per Twyla Tharp i produïda per Taylor Hackford el 1984, al costat de Gregory Hines i Isabella Rossellini, amb qui va mantenir una discreta relació sentimental. També va aparèixer a Dancers (1987). També va fer el paper del xicot de Carrie Bradshaw (Sarah Jessica Parker), Aleksandr Petrovski, a l'última temporada de Sex and the City.
Baríxnikov feu el seu debut televisiu ballant el 1976 al programa de la PBS In Performance Live from Wolf Trap. Durant el Nadal de 1977, la CBS va portar la seva aclamada producció del ballet clàssic de Txaikovski El Trencanous a la televisió, i es va mantenir com la versió televisada més popular i més vista. Gelsey Kirkland, Alexander Minz i membres de l'American Ballet Theatre també apareixen en aquesta versió. La producció es rodà al Canadà. Després d'haver estat mostrada dues versions d'El Trencanous nominada a un Emmy, l'altra essent The Hard Nut, de Mark Morris, una versió intencionadament exagerada i satírica del famós ballet. Posteriorment, Baríxnikov aparegué en dos especials de televisió de l'ABC premiats amb un Emmy, en què ballà música de Broadway i Hollywood, respectivament. Durant els setanta i els vuitanta, va aparèixer diverses vegades amb l'American Ballet Theatre a Live from Lincoln Center i Great Performances.
El 2 de novembre del 2006, Baríxnikov i la xef Alice Waters varen aparèixer en un episodi de la sèrie original Iconoclastes del canal televisiu Sundance. Els dos amics hi parlaren sobre llurs estils de vida, fonts d'inspiració i projectes socials. Durant el programa, Alice Waters visità el Centre de les Arts de Baríxnikov a Nova York. Després, la gira de Hell's Kitchen Dance porta Baríxnikov Berkeley a visitar el restaurant d'Alice Waters, Chez Panisse.
El 17 de juliol del 2007 el programa de la PBS News Hour with Jim Lehrer feu menció de Baríxnikov i el seu Centre de les Arts.

### A l'escenari com a actor
Baríxnikov és un intèrpret de teatre d'avantguarda. La seva gran actuació a Broadway va ser l'any 1989, quan va interpretar a Gregor Samsa a Metamorphosis, una adaptació de la novel·la de Franz Kafka. Li va valer una nominació al Tony.
El 2004, Baríxnikov va aparèixer a Forbidden Christmas o The Doctor And The Patient al Lincoln Center de la ciutat de Nova York, i el 2007 a Beckett Shorts al New York Theatre Workshop. De l'11 al 21 d'abril de 2012, va protagonitzar A París, una nova obra dirigida per Dmitry Krymov. Es va presentar al Broad Stage del Santa Monica College Performing Arts Center i va protagonitzar Anna Sinyakina. Baríxnikov va aparèixer llavors a l'adaptació escènica de Man in a Case d’Anton Txékhov. De la producció, va dir:
| «                     | Vaig créixer llegint les històries i les obres de teatre de Txékhov. Feia temps que volia explorar una història de Txékhov per a l'escenari i estic encantat de portar Man in a Case a Berkeley Rep. Tots dos contes parlen d'homes solitaris i les seves restriccions autoimposades. Sabem molt poc del personatge de la primera història, Man in a Case, excepte que ensenya grec clàssic i és una mica excèntric i conservador. Però aleshores li passa alguna cosa que és inesperada. La segona història, About Love, ofereix un contrast sorprenent amb la primera obra. En el seu nucli les dues històries parlen d'amor. I crec que és un espectacle romàntic en molts aspectes que és perfecte per al públic de Berkeley Rep. | » |
| — Mikhail Baríxnikov. | |   |

El 21 d'abril de 2015, The New York Times va informar que Baríxnikov tenia previst fer una lectura de l'obra del poeta Joseph Brodsky a Riga el 2015. L'actuació es va anomenar Brodsky/Baríxnikov, estava en rus original i es va estrenar el 15 d'octubre de 2015. La seva gira internacional va començar a Tel Aviv el gener de 2016 i es va fer a la ciutat de Nova York el març de 2016. (Baríxnikov va conèixer Brodski l'any 1974, poc després que les autoritats soviètiques havien forçat Brodski a abandonar el seu país d'origen i es va traslladar als Estats Units. Van romandre amics fins a la mort de Brodski el 1996.)

## Vida personal

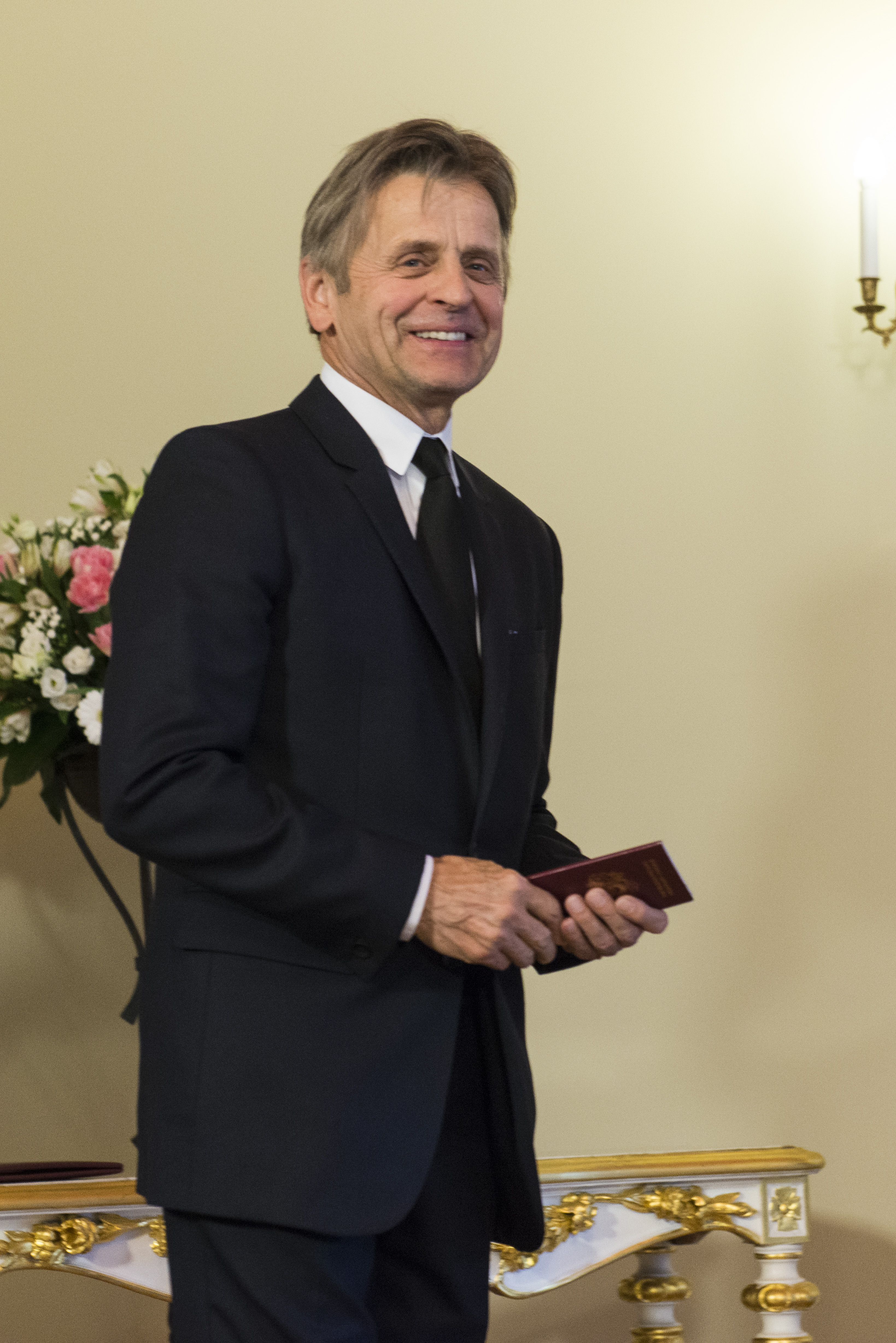
Baríxnikov rebent el seu passaport de ciutadania letona el 27 d'abril de 2017.

Baríxnikov té una filla, Aleksandra Shura Baríxnikova (nascuda el 1981), de la seva relació amb l'actriu Jessica Lange. Quan Baríxnikov i Lange es van conèixer, parlava molt poc anglès; en canvi es comunicaven en francès. Finalment va aprendre anglès mirant la televisió. De 1982 a 1983 va sortir amb Tuesday Weld, el millor amic de Lange.
Baríxnikov ha tingut una relació a llarg termini amb l'antiga ballarina Lisa Rinehart. Tenen tres fills junts. Va dir a Larry King l'any 2002 que ell no creia en el matrimoni de la manera convencional, però ell i Rinehart es van casar el 2006.
Baríxnikov va donar suport a la candidata demòcrata Hillary Clinton a la presidència el 2016.

### Ciutadania
El 3 de juliol de 1986, Baríxnikov es va convertir en ciutadà naturalitzat dels Estats Units. Quan li van preguntar si se sentia americà, va dir: «M'agrada pensar com si fos un home de món. Em sento totalment parisenc a París. Totalment parisenc. Tinc el meu lloc aquí, molts amics i col·laboradors propers aquí, amb qui tinc la sensació de poder parlar seriosament de negocis humans, no de negocis, París sempre va ser el somni de la meva infantesa, com tots els russos Amèrica, és un país nou, per descomptat, si algú em demanés que escollia París o Nova York, jo, d'alguna manera, estimo Europa».
El 27 d'abril de 2017, la República de Letònia va concedir la ciutadania a Baríxnikov per mèrits extraordinaris. La sol·licitud al parlament letó, juntament amb una carta de Baríxnikov en la qual expressava el seu desig de fer-se ciutadà letó, es va presentar el 21 de desembre de 2016. Va escriure que la decisió es basava en els records dels seus primers 16 anys vivint a Letònia, que van proporcionar la base per a la resta de la seva vida. «Va ser allà on la meva exposició a les arts em va portar a descobrir el meu futur destí com a intèrpret. Riga encara serveix com a lloc on trobo inspiració artística», va escriure Baríxnikov a la carta al parlament letó.